# Joan Capdevila
Joan Capdevila Méndez (født 3. februar 1978 i Tàrrega, Spanien) er en spansk tidligere fodboldspiller. Han var gennem karrieren tilknyttet blandt andeet Espanyol, Atlético Madrid, Deportivo og Villarreal.

## Landshold
Capdevila nåede 60 kampe og fire scoringer for Spaniens landshold, som han debuterede for den 16. oktober 2002 i en venskabskamp mod Paraguay. Han blev europamester med sit land ved EM 2008 og verdensmester ved VM i 2010. Han deltog også ved EM i 2004 og Confederations Cup 2009.

## Titler
Copa del Rey
- 2002 med Deportivo La Coruña

EM
- 2008 med Spanien

VM
- 2010 med Spanien